# Toshiaki Tanaka

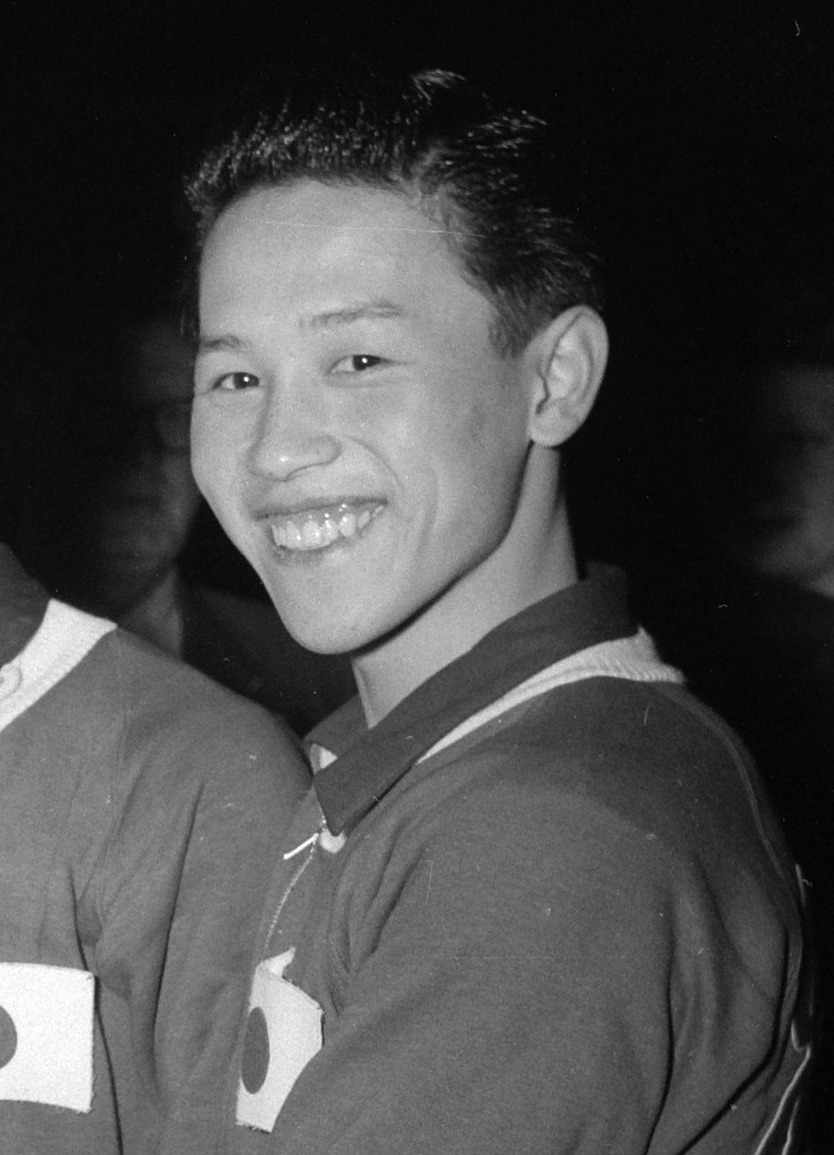
Toshiaki Tanaka, 1955

Toshiaki Tanaka (jap. 田中 利明, Tanaka Toshiaki; * 24. Februar 1935 in Moribetsu (Hokkaidō); † 6. Februar 1998 in Tokio) war ein japanischer Tischtennisspieler. Er wurde fünfmal Weltmeister.

## Weltmeisterschaften
1954 belegte Tanaka bei den japanischen Meisterschaften Platz zwei im Einzel. Dennoch wurde er in diesem Jahr noch nicht für die Weltmeisterschaft nominiert. 1956 wurde er japanischer Meister im Einzel und Doppel.
Dafür gewann er bei der WM 1955 auf Anhieb den Titel im Einzel, indem er im Endspiel den Jugoslawen Žarko Dolinar mit 3:0 Sätzen besiegte. Auch mit der Mannschaft Japans holte er Gold. Im Mixed kam er mit Shizuka Narahara auf Platz drei.
Bei der WM 1956 musste er sich im Endspiel des Herreneinzels seinem Landsmann Ichirō Ogimura mit 2:3 geschlagen geben. Mit der Mannschaft verteidigte er den Weltmeistertitel. Dabei holte er im Halbfinale gegen das Team von Rumänien einen wichtigen Punkt: Obwohl er im Entscheidungssatz gegen Matei Gantner (später Trainer bei Borussia Düsseldorf) bereits mit 14:20 zurücklag, gewann er noch dieses Match.
1957 revanchierte sich Tanaka im Endspiel gegen Ichirō Ogimura mit 3:0. Damit wurde er zum zweiten Mal Einzelweltmeister. Mit dem japanischen Team holte er die dritte Goldmedaille in Folge. Im Doppel gewann er mit Ichirō Ogimura Silber.
1997 wurde Tanaka in die ITTF Hall of Fame aufgenommen.

## Turnierergebnisse
| Verband | Veranstaltung     | Jahr | Ort       | Land | Einzel | Doppel     | Mixed         | Team |
| ------- | ----------------- | ---- | --------- | ---- | ------ | ---------- | ------------- | ---- |
| JPN     | Asienspiele       | 1958 | Tokio     | JPN  |        |            | Silber        | 2    |
| JPN     | Weltmeisterschaft | 1957 | Stockholm | SWE  | Gold   | Silber     | Viertelfinale | 1    |
| JPN     | Weltmeisterschaft | 1956 | Tokio     | JPN  | Silber | Halbfinale | Viertelfinale | 1    |
| JPN     | Weltmeisterschaft | 1955 | Utrecht   | NED  | Gold   | letzte 64  | Halbfinale    | 1    |